# Ulrich Gelhard
Ulrich Gelhard (* 26. Mai 1946) ist ein ehemaliger deutscher Fußballtorwart.

## Karriere
Ulrich Gelhard begann mit dem Fußballspielen in der Jugend der SG Langenfeld, sein damaliger Trainer war Heinrich Schaffer. Über den VfL Wuppertal wechselt er 1969 für ein Jahr in die Regionalliga West zum Bonner SC und anschließend für zwei Jahre zur SG Wattenscheid 09, bevor er nach Wuppertal, diesmal zum WSV, zurückkehrte. Mit Wuppertal spielte er drei Jahre in der Bundesliga, konnte sich gegen die Stammkraft Manfred Müller aber nur selten durchsetzen. Nach der Saison 1974/75, an deren Ende Gelhard mit dem WSV abgestiegen war, wechselte er zum SV Waldhof Mannheim, blieb ein Jahr und zog weiter zu Alemannia Aachen. Nach zwei Jahren in Aachen kam er nochmal zum Wuppertaler SV, wo er seine Karriere 1980 infolge einer chronischen Handverletzung beenden musste.
Bereits 25-jährig absolvierte er den Fußballlehrer-Lehrgang. Mit der Kölner Sporthochschule wurde er unter Erich Rutemöller Deutscher Hochschulmeister. Bei einem durch einen betrunkenen Autofahrer verursachten Autofunall im Oktober 1987 wurden er schwer an den Beinen verletzt, als Folge des Unfalls konnte er seine Tätigkeit als Diplom-Sportlehrer beim Institut für Sportwissenschaften nicht mehr ausüben.